# ホンブルク
ホンブルク（ドイツ語: Homburg）はドイツ連邦共和国南西部のザールラント州ザールプファルツ郡にある市で、同郡の郡庁所在地である。
この町にはザールラント大学の医学部が存在する。またカールスベルクの醸造所がある。
住人は約44,000人存在し、主に、ミシュランや、ロバート・ボッシュで働いている人が多い。

## 姉妹都市
- ラ・ボール＝エスクブラック（ドイツ語版）（フランス）1984年
- イルメナウ（テューリンゲン州）1989年